# Leverano
Leverano község (comune) Olaszország Puglia régiójában, Lecce megyében.

## Fekvése
Leverano - az „olasz csizma” sarkának, a Salentói-síkság délnyugati részén (Terra d'Arneo) , a Jón-tengertől kb. 9, Lecce-től 17 km-re fekszik.
Gazdasága alapvetően mezőgazdaságra, kertészetre és bortermelésre épül. 

## Története
A várost - a híres leveranói történész, Geronimo Marciano (1571-1628) szerint – Krisztus után 540-ben alapították melyet eretelileg a közeli Sant’Angelo-i és torricellai tanyák, házcsoportok túlélő lakosai népesítették be 538-ban, akiket Totila keleti gót király csapatai üldöztek el otthonaikból.
Leverano neve (Marcino szerint) a Liberanium, Liberano, Leveranum szavakból fejlődött ki az idők folyamán. Így lett a mai Leverano. A szó görög jelentése: vizes, nedves terület. 
A 9. században a szaracénok elfoglalták és lerombolták a várost. A normannok építették újjá. Ebben az időszakban épült a fából készült, kezdetleges (őr)torony is a település  védelmére, melyet 1220-ban II. Frigyes német-római császár kőből újraépíttette. A torony négyzet alapú, 28 méter magas, "Merlo" (tipikus eleme egy középkori, katonai építészeti stílusnak) stílusban épült, homlokzatai az égtájak felé irányulnak.
A 15. század első felében a copertinói Tristano Chiaromonte gróf (1380 körül–1432), Chiaromontei Izabella nápolyi királyné apja a város köré falat emeltetett (ma ez határolja a történelmi központot), amelyet vizesárok is határolt (ma már nem látható). Mindezt a következő század első felében V. Károly király erősíttette meg. Ezt követően Leverano a Castriota család fennhatósága, majd más családok  (pl.: a Squarciafico, a Pinelli és a Pignatelli)  ellenőrzése alá került, mígnem 1806-ban Bonaparte József véget vetett a hűbérrendszernek. 
Fontos mezőgazdasági központ. A várost körülvevő földeken szőlőt is termesztenek, melyből kiváló minőségű bort készítenek, amit Európa különböző piacaira is exportálnak. Kitűnik ezek közül a Leverano Rosso. 
A városka gazdasági életében fontos szerepet játszik a virágkereskedelem. Ebből adódóan regionális virágpiaccal is rendelkezik.  Olivaolaja is igen elismertté vált rendkívüli minősége révén. Sajnos az utóbbi évtizedben a Xylella fastidiosa baktérium Salento-ban hatalmas károkat okozott az olajfákban (kiírtotta azokat), megtizedelte a termést. Csak a "Leccina" fajta állt ellen a baktériumnak, így az olívaolaj készítés is nagyságrendekkel csökkent. 
A zöldségtermesztés mindig elsődleges volt, mind a késő őszi, illetve a téli időszakban is, mely egyre újabb igényeket fed fel a piac területén.

## Népessége
A népesség számának alakulása:

## Főbb látnivalói
- Santissima Annunziata-templom (18. század)
- Santa Maria delle Grazie-templom (15. század)
- Madonna della Consolazione-templom (17. század)
- San Benedetto-templom (17. század)
- Torre Federiciana - 28 méter magas lakótorony